# André Revuz
André Revuz (* 15. März 1914 in Paris; † 27. Oktober 2008 in Créteil)  war ein französischer Mathematiker.
André Revuz studierte ab 1934 an der École normale supérieure und erwarb 1937 die Agrégation in Mathematik. Er wurde 1954 bei Gustave Choquet promoviert (Fonctions croissantes et mesures sur les espaces topologiques ordonnés). 1945 bis 1950 lehrte er in Istanbul, war 1955/56 Maitre de conférences in Bordeaux, 1956/57 in Poitiers und 1967 bis 1982 Professor an der Sorbonne und nach Aufteilung der Pariser Universitäten an der Universität Paris VII (Denis Diderot). Dort war er Gründungsdirektor des Institut de recherche sur l'enseignement des mathématiques (IREM). Außerdem unterrichtete er 1954 bis 1967 an der École normale supérieure de jeunes filles in Sèvre.
1966 war er Präsident der Société mathématique de France. Im selben Jahr wurde er Mitglied in der Kommission Lichnerowicz zur Reform des Mathematikunterrichts in Frankreich.
Seine Ehefrau Germaine Revuz (1915–2003) war ebenfalls Mathematikprofessorin, ebenso wie ihr gemeinsamer Sohn Daniel Revuz (* 1936).
Zu seinen ehemaligen Schülern zählen Michèle Vergne und Arnaud Beauville.

## Schriften
- mit Germaine Revuz: Le cours de l'APM I-Groupes, anneaux, corps 1962
- mit Germaine Revuz: Le cours de l'APM II-Espaces vectoriels, 1963
- mit Germaine Revuz: Le cours de l'APM III-Éléments de topologie, 1966
- Mathématique moderne mathématique vivante, Paris: OCDL 1963
- Herausgeber mit Georges-Théodule Guilbaud: Chantiers mathématiques, Institut Pédagogique National, Paris 1965,  (Begleittext zu Fernsehkurs)
- mit Yvette Amice, Édouard Dehame, Michel Paix, Michel Laudet, André Lichnerowicz, Germaine Revuz: Mathématiques supérieures pour l'homme moderne, 6 Bände, Dunod 1973
- Est-il impossible d'enseigner les mathématiques ?, PUF 1980